# Placa fotogràfica

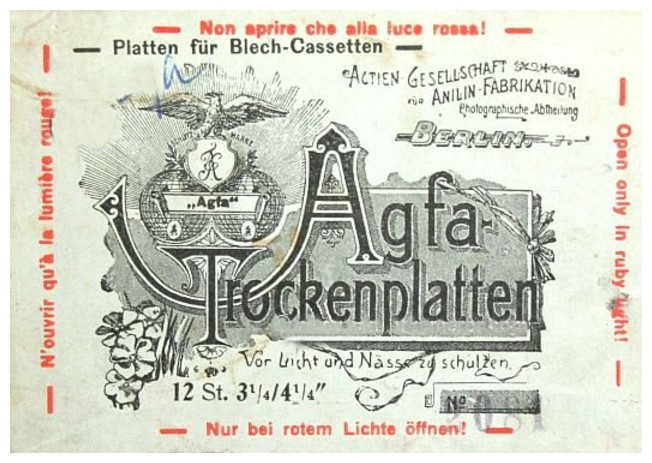
Plaques fotogràfiques AGFA de 1880

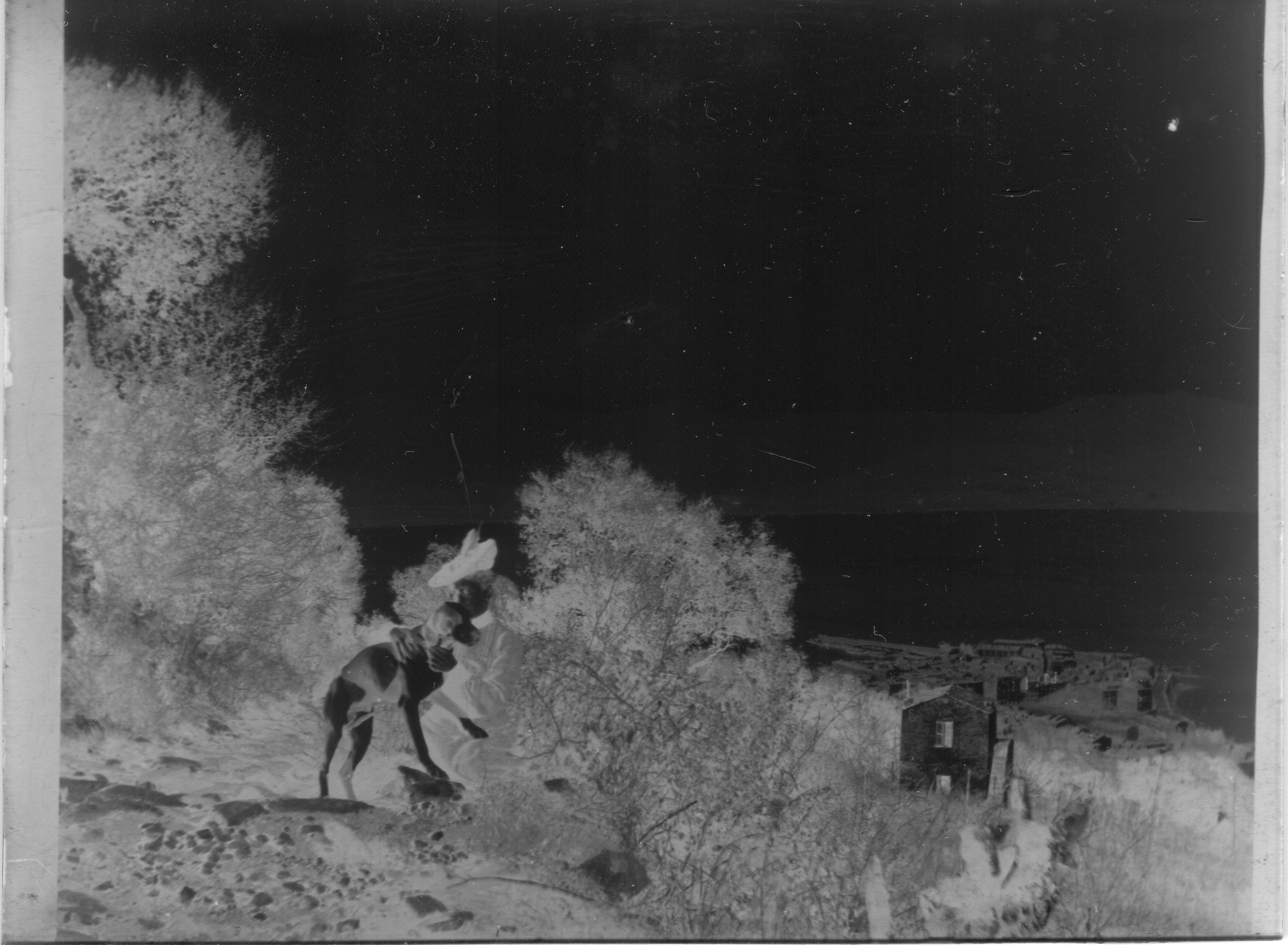
Placa negativa

Una  placa fotogràfica  ( Photographic plate  en anglès;  Plaque Photographique  en francès) és un suport fotogràfic constituït per una làmina de vidre recoberta d'una emulsió sensible a la llum.
Les plaques de vidre van ser utilitzades com a suport abans de l'arribada de la pel·lícula fotogràfica. S'aplicava una emulsió sensible a la llum sobre una placa de vidre. Aquesta forma de material fotogràfic va desaparèixer del mercat de consum en gran manera en els primers anys del segle XX ja que es va introduir l'ús de pel·lícules que presentaven menor fragilitat i altres avantatges. No obstant això, les plaques fotogràfiques es van continuar utilitzant per part de la comunitat astronòmica professional fins a l'última dècada del segle xx, ja que aquestes plaques poden quedar impressionades amb un nivell de llum rebuda de l'ordre del 2% i ofereixen un alt grau de resolució.
Les plaques de vidre oferien una qualitat superior a les pel·lícules en alguns camps de recerca ja que eren més estables i menys propenses a doblegar-se o distorsionar, especialment en els formats de grans dimensions per obtenir imatges d'un ampli camp.

## Història
En els començaments de la fotografia s'empraven les plaques humides al col·lodió: el fotògraf havia de preparar sobre el terreny, és a dir, distribuir correctament l'emulsió fotogràfica sobre el vidre en el moment d'ús. El 1827 el francès Joseph Nicephore Niepce obtingué la primera imatge fotogràfica de la història. Però un col·laborador seu, Louis Daguerre, desenvolupà la tècnica, consistent en una placa de coure, coberta amb una solució de plata, que era exposada a la llum durant uns trenta minuts. El 1839, Daguerre completà el seu mètode, i el mateix any un dels seus deixebles, el català Ramon Alabern, obtingué la primera imatge fotogràfica de Barcelona.
Després els germans Lumière van inventar la placa seca, que va ser substituïda a poc a poc des de principis del segle XX per la pel·lícula, que anava acompanyada sempre amb un paper de base, fins que George Eastman comercialitzar la pel·lícula de cel·luloide.
Els formats més comuns emprats en les plaques eren: 24 × 30 cm, 18 × 24 cm, 13 × 18 cm, 9 × 12 cm, 6 × 9 cm i 4,5 × 6 cm.
L'ús de plaques fotogràfiques en la investigació astronòmica s'ha reduït significativament des dels anys 1980, substituït pels dispositius digitals amb CCD ja que les càmeres amb CCD tenen diversos avantatges sobre plaques de vidre: alta eficiència, una resposta lineal a la llum i major simplicitat en l'adquisició i processament. No obstant això, encara els grans formats de CCD com ara de 8192x8192 píxels no tenen l'àrea de detecció i resolució de les fotografies de les plaques, el què ha obligat que les càmeres modernes utilitzin conjunts de xips CCD.

Plaques fotogràfiques en 9x12cm del canal central d'Estocolm l'hivern de 1905
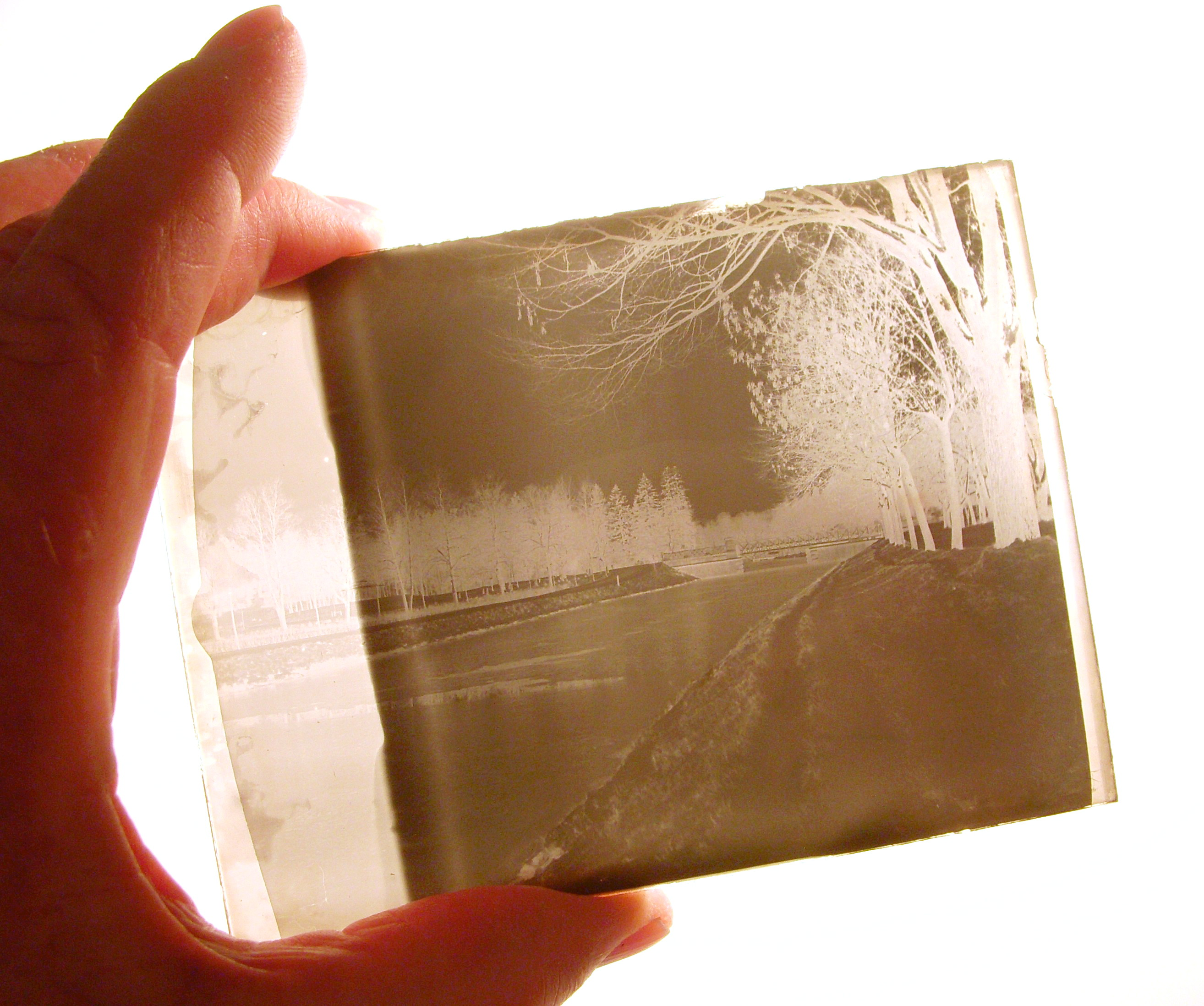
Placa en negatiu
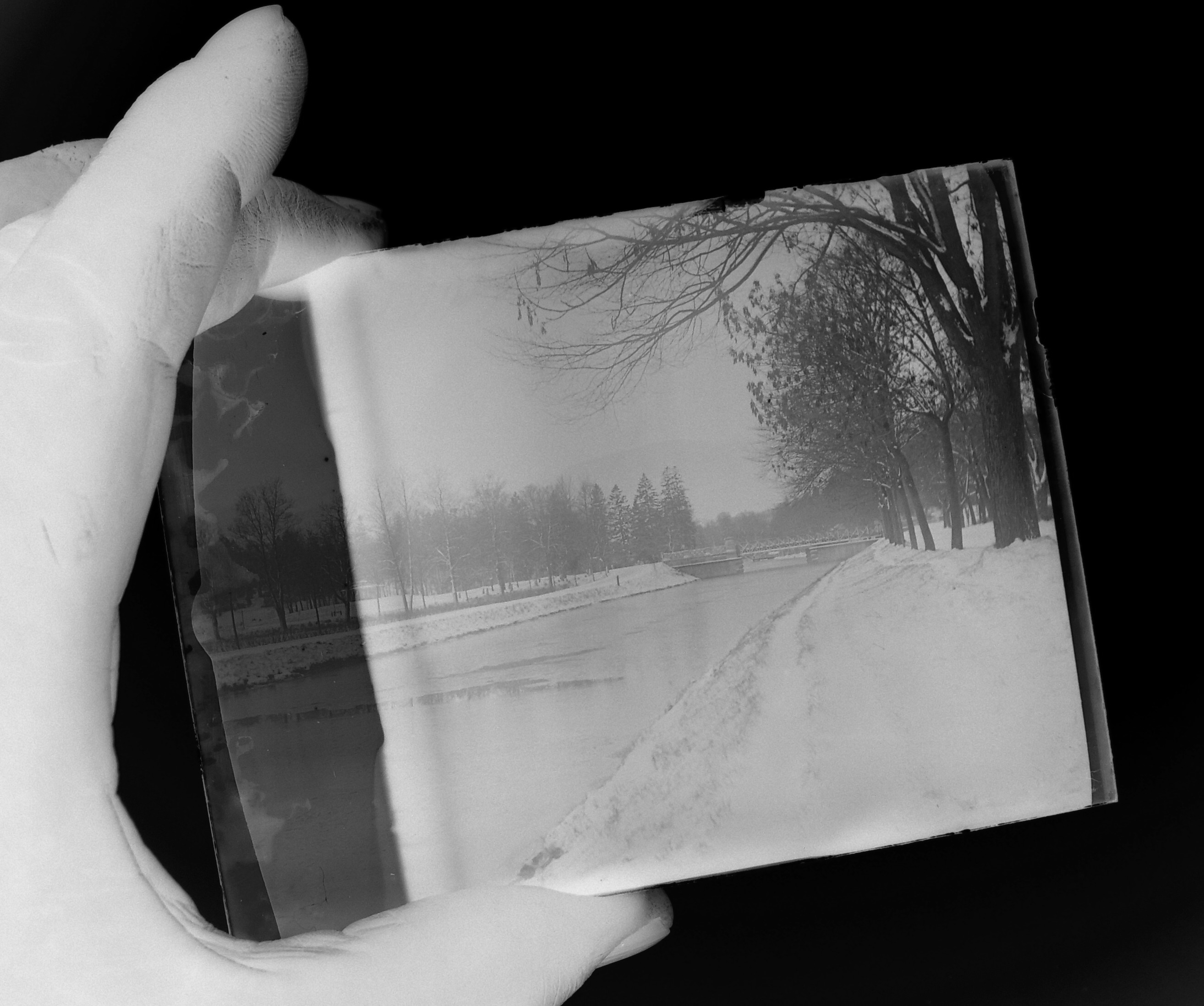
Placa en positiu
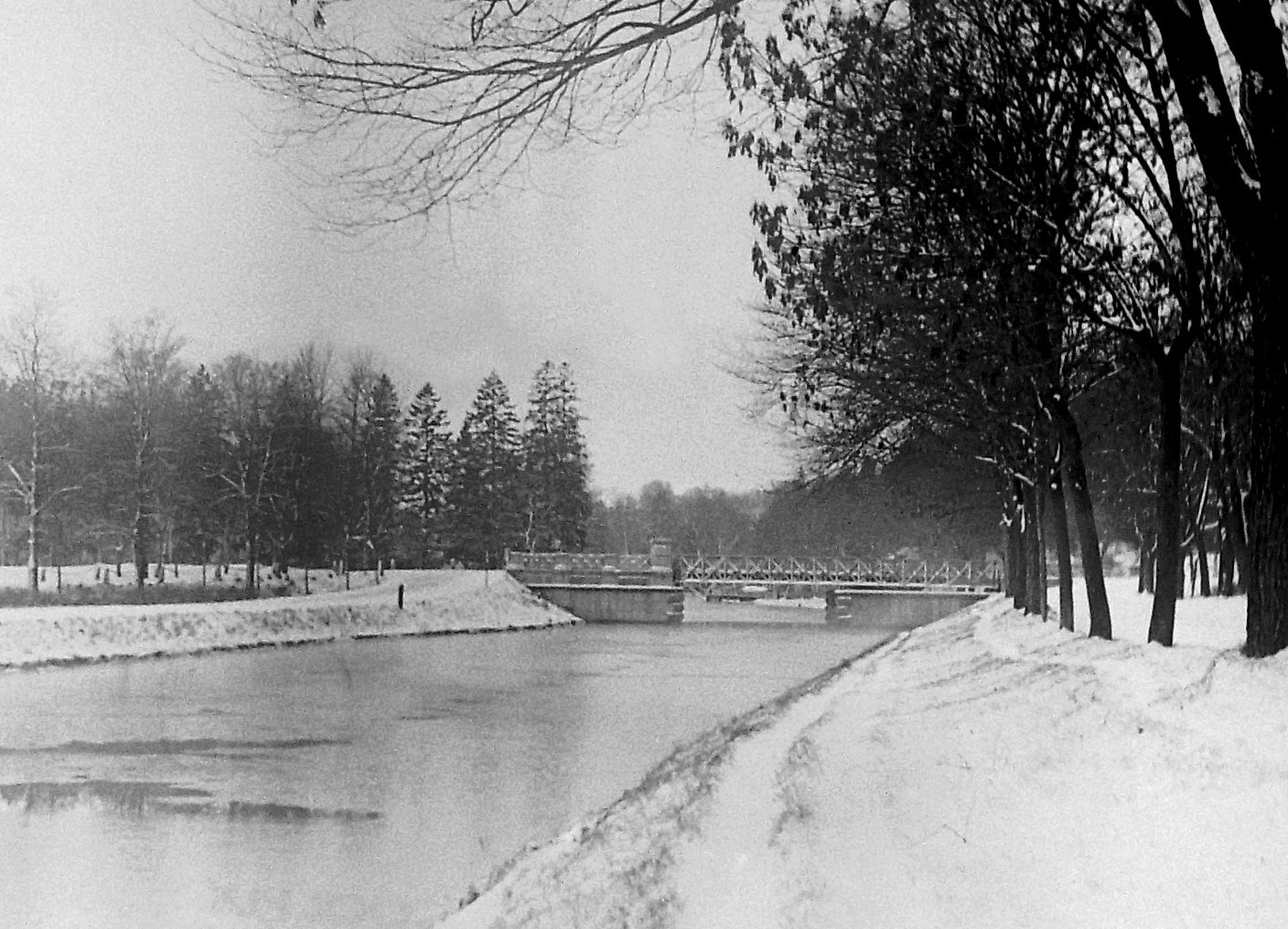
El canal en paper

## Usos científics

### Astronomia
Nombroses exploracions astronòmiques es van fer mitjançant plaques com ara la  Sky Survey (TPV)  de la dècada de 1950 realitzada pel Observatori del Mont Palomar, el seguiment de TPV-II i altres. D'altra banda hi ha diversos observatoris que disposen d'fitxers de plaques que s'utilitzen principalment per a la investigació històrica de les estrelles, com el Harvard College Observatory i el Observatori de Sonneberg.
Diversos objectes del sistema solar van ser descobertes mitjançant l'ús de plaques fotogràfiques en substitució dels mètodes visuals. Així el descobriment de planetes menors usant plaques, va ser iniciat per Max Wolf amb el seu descobriment de 323 Brucia el 1891. El primer satèl·lit natural que es va descobrir mitjançant plaques va ser Phoebe el 1898. Plutó va ser descobert usant plaques en un microscopi de parpelleig i la seva lluna Caront va ser descoberta en examinar acuradament una protuberància en la imatge de Plutó obtinguda en una placa.
Diverses institucions estan creant fitxers de preservar les plaques originals, evitant la pèrdua de valuosos dades astronòmiques històrics.

### Física
Les plaques van ser també una eina important en la investigació primerenca de la física d'alta energia en quedar ennegrides per la radiació ionitzant. Per exemple, Victor Franz Hess va descobrir la radiació còsmica en la dècada de 1910 analitzant els rastres en les plaques fotogràfiques que va pujar a altes muntanyes oa majors altures en la atmosfera mitjançant l'ús de globus.
El 1896 Henri Becquerel va descobrir casualment que la pechblenda (una sal d'urani) emetia espontàniament unes radiacions que impressionaven les plaques fotogràfiques.

### Imatge mèdica
La sensibilitat de certs tipus de plaques fotogràfiques a les radiacions ionitzants, en general raigs X també es pot aplicar en imatge mèdica i aplicacions de la ciència de materials encara que s'han substituït en gran manera amb les imatges computeritzades produïdes mitjançant l'ús de radiofàrmacs o traçadors en emprar tècniques com la imatge per ressonància magnètica o la tomografia.